# Pietricica
Pietricica – wieś w Rumunii, w okręgu Prahova, w gminie Lapoș. W 2011 roku liczyła 26 mieszkańców.